# جوكوفسكي
جوكوفسكي (بالروسية: Жуковский) هي إحدى مدن روسيا في الكيان الفدرالي الروسي موسكو أوبلاست.

## توأمة
لجوكوفسكي اتفاقيات توأمة مع:
- Sydals Municipality [الإنجليزية]‏

## أعلام
- إيغور تكاشينكو
- نينا براتشيكوفا